# 謝載
謝載（1483年—？年），字子坤，號訒菴，四川潼川州射洪縣人，軍籍，三月初三日生，行二，治《詩經》，明朝政治人物。

## 生平
由縣學生中式四川鄉試第六十四名舉人，年四十七歲中式嘉靖八年（1529年）己丑科會試第二百五十八名，第三甲第八十二名進士。授分宜知縣，擢刑部主事，致仕。

## 家族
曾祖謝秉德，壽官；祖謝英；父謝紀；母袁氏。永感下，妻黃氏，繼妻覃氏；兄蓋，弟育；惠。